# Pandolfo Malatesta (arzobispo)
Pandolfo Malatesta (Rimini, c. 1390 - 17 de abril de 1441) fue un arzobispo católico italiano.
Era el tercer hijo de Malatesta IV Malatesta, señor de Pesaro, y su esposa Isabel da Varano. Su hermana Cleofé se casó el 21 de enero de 1421 en Mistrá con Teodoro II Paleólogo, déspota de Morea. Su hermano Carlo se casó con Vitoria Colonna, sobrina del papa Martín V, en 1428.
Pandolfo se convirtió en archidiácono de Bolonia en 1404. Asistió al Concilio de Constanza en 1414. Desde 1414 hasta 1416 fue nombrado administrador apostólico de la diócesis de Brescia. En 1418 fue nombrado obispo de Coutances. Desde 1424 fue arzobispo de Patras, como sucesor de Esteban Zaccaria, y barón de Patras.
Fue expulsado por Constantino Paleólogo, futuro Constantino XI, cuando capturó Patras en 1430. Huyó a Naupacto y luego a Italia donde murió el 17 de abril de 1441.